# Eisenbahnregulierungsgesetz
Das Eisenbahnregulierungsgesetz ist ein deutsches Gesetz zur Regulierung der Eisenbahn in Deutschland. Es löst u. a. die Eisenbahninfrastruktur-Benutzungsverordnung ab.
Mit dem Gesetz wird die Richtlinie 2012/34/EU in nationales Recht umgesetzt. Damit soll mehr Wettbewerb auf der Schiene erreicht werden, unter anderem durch ein Verbot für den Besitzer von Schienenwegen, Trassenpreise willkürlich festzulegen.
Das Gesetz wurde als Artikel 1 des Gesetzes zur Stärkung des Wettbewerbs im Eisenbahnbereich erlassen.

## Inhalt
Mit dem Gesetz wird die Entwicklung der Stationspreise an jene der Regionalisierungsmittel gekoppelt. DB Station&Service beabsichtigt nach eigenen Angaben, die Preisentwicklung an dieser Regelung auszurichten. Auf Investitionen aus eigenen Mitteln zur Erweiterung oder Verbesserung des Anlagenbestandes und Leistungssteigerungen soll zukünftig grundsätzlich verzichtet werden, soweit keine Abweichungsvereinbarung mit Gebietskörperschaften geschlossen wird. Die bisherige Doppelkontrolle durch Gerichte wird durch eine Genehmigung der Preise durch die Bundesnetzagentur ersetzt.
Daneben wird eine umfassende Anreizsetzung im Gesetz integriert. Die Trassenpreise können auch nach der Fahrzeugausrüstung mit dem Europäischen Zugbeeinflussungssystem ETCS differenziert werden. Von der Regelung werden aber regionale Infrastrukturbetreiber ausgenommen. Hinzu kommen Vorschriften bezüglich der Segmentierung des Marktes. Alle öffentlichen Eisenbahninfrastrukturunternehmen müssen zukünftig Rahmenfahrpläne beschließen, das Trassenpreissystem ist der Bundesnetzagentur zur Genehmigung vorzulegen.

## Geschichte
Ein erster Gesetzentwurf wurde von der Bundesregierung im September 2012 verabschiedet. Nachdem der Bundestag den Entwurf in geänderter Fassung im Mai 2013 angenommen hatte, lehnte der Bundesrat das Gesetz ab und rief den Vermittlungsausschuss an. Dort kam es zu keiner Einigung, sodass der Bundesrat im Juli 2013 abschließend gegen das Gesetz stimmte. Bahnchef Rüdiger Grube hatte die Ministerpräsidenten der Länder kurzfristig überzeugt, den Gesetzentwurf im Vermittlungsausschuss zu blockieren.
Um ein Vertragsverletzungsverfahren zu vermeiden, legte Bundesverkehrsminister Alexander Dobrindt im Januar 2016 einen neuen Entwurf vor. Der Bundesrat schlug in seiner Stellungnahme im März 2016 über 50 Änderungen vor. Mitte Juni 2016 war ein weitgehender Konsens erreicht, strittig war der Wortlaut des Paragraphs 37 („Ausgestaltung der Trassen- und Stationsentgelte für Personenverkehrsdienste im Rahmen eines öffentlichen Dienstleistungsauftrags“). Durch Einflussnahme des DB-Vorstandsmitglieds Ronald Pofalla waren angeblich Regelungen zu Gunsten der Deutschen Bahn aufgeweicht worden. Das Gesetz wurde am 7. Juli 2016 im Bundestag verabschiedet. Der Bundesrat stimmte am Folgetag zu.
Der Spiegel bezeichnete es als „eines der bizarrsten Gesetze der Legislaturperiode“ und als „Musterbeispiel dafür, was in der Gesetzgebung schiefläuft“, nachdem im Vorfeld thematisch nicht mit dem Gesetz verbundene Themen miteinander vermischt worden seien und Lobbyisten weitestmöglichen Einfluss genommen hätten. Durch den Einfluss von Ronald Pofalla, 2013 noch Kanzleramtsminister und zwischenzeitlich Vorstand der Deutschen Bahn, sei ein zur Einschränkung des Einflusses der Deutschen Bahn erlassenes Gesetz nahezu wirkungslos.
Am 6. Mai 2021 beschloss der Bundestag den Entwurf eines Gesetzes zur Weiterentwicklung des Eisenbahnregulierungsrechts. Dem Gesetz liegt eine Evaluierung des ERegG zu Grunde, wie sie im Koalitionsvertrag vorgesehen war.